# کوجینگ
کوجینگ (به لاتین: Qujing) یک شهر مرکزی در جمهوری خلق چین است که در یون‌نان واقع شده‌است. کوجینگ ۲۹٬۸۵۵ کیلومتر مربع مساحت و ۵٬۸۵۵٬۰۵۵ نفر جمعیت دارد و ۱٬۸۷۳ متر بالاتر از سطح دریا واقع شده‌است.